# Neobaculentulus henanensis
Neobaculentulus henanensis är en urinsektsart som beskrevs av Yin 1984. Neobaculentulus henanensis ingår i släktet Neobaculentulus och familjen lönntrevfotingar. Inga underarter finns listade i Catalogue of Life.